# Wilhelm Valckenberg (Politiker, 1790)
Wilhelm Joseph Valckenberg (* 1. März 1790 in Worms; † 2. Januar 1847 ebenda) war ein hessischer Großhändler, Politiker und Abgeordneter der 2. Kammer der Landstände des Großherzogtums Hessen.

## Familie
Wilhelm Valckenberg war der Sohn des Wormser Bürgermeisters Peter Joseph Valckenberg und dessen Ehefrau Juliane Margarethe, geborene Vierling. Valckenberg, römisch-katholisch, war Weinhändler und Chef der Firma „Peter Joseph Valckenberg“ in Worms. Er heiratete am 30. Mai 1811 in Worms Anna Maria, geborene Euler (* 10. November 1793 in Mainz; † 16. Juli 1825 ebenda), Tochter des Rentiers Franz Euler und der Susanna Krieger aus Speyer. Die gemeinsamen Kinder waren:
- Franz Peter Joseph Valckenberg (1812–1854), Weinhändler, Chef der Firma „Peter Joseph Valckenberg“ in Worms, verheiratet 1840 mit seiner Cousine Maria Urbach, 1819–1852. Dessen Sohn Wilhelm Josef Dieudonné Valckenberg (1844–1914) wurde ebenfalls hessischer Landtagsabgeordneter.
- Susanna Anna Hundhausen, geb. Valckenberg (1813–1895), verheiratet mit Ludwig Hundhausen (1804–1845), Ghz. Hess. Notar in Gau-Algesheim
- Franz Valckenberg (1820–1886), Weinhändler, Chef der Firma „Peter Joseph Valckenberg“ in Worms, 1856 verheiratet mit Jacobine König, 1830–1910, aus Köln
- Marie Kroll, geb. Valckenberg (1822–1895), verheiratet mit Carl* Friedrich Kroll, 1815–1866 (gefallen), Ghz. Hess. Major und Unterchef des Generalstabs der Ghz. Hess. Division
- Friedrich Wilhelm Valckenberg (1825–1887), Weinhändler, Chef der Firma „Peter Joseph Valckenberg“ in Worms, verheiratet 1858 mit seiner Cousine Anna Reinhart, 1839–1915

## Karriere
Wilhelm Valckenberg war Weinhändler und Chef der Firma „Peter Joseph Valckenberg“ in Worms, die den größten Teil des Weingartens um die Liebfrauenkirche in Worms bewirtschaftet. Heute gehören 90 % der Lage „Kirchenstück“ zum Weingut P. J. Valckenberg, 13,3 ha, sowie die Lagen Kreuzgang, Kapitelhaus und Klostergarten. Wilhelm Valckenberg war Mitglied der Wormser Freimaurerloge Zum wiedererbauten Tempel der Bruderliebe.
Von 1841 bis 1847 gehörte er der Zweiten Kammer der Landstände des Großherzogtums Hessen an. Er wurde für den Wahlbezirk der Stadt Worms gewählt.